# Dämmerungswohnungseinbruch

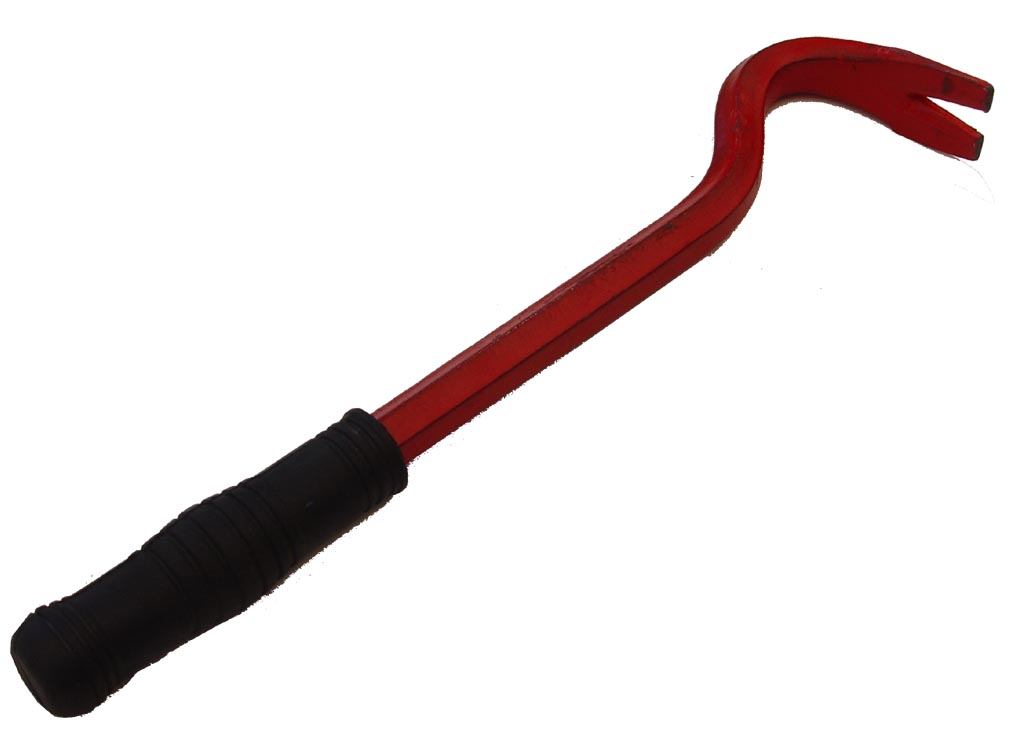
Brecheisen oder Kuhfuß

Der Dämmerungswohnungseinbruch (DWE) ist in der Kriminalistik eine Untergruppe des Wohnungseinbruchs.
Von einem DWE spricht man, wenn die Tatzeit auf den Zeitraum zwischen 18 und 22 Uhr eingegrenzt werden kann. Regelmäßig kommt es zu einem starken Anstieg der Dämmerungseinbrüche in den Monaten November bis März. Die Täter können in den Wintermonaten leichter erkennen, ob sich Personen in den Wohnungen und Häusern aufhalten, da bei Anwesenheit das Licht eingeschaltet wird. Die einsetzende Dunkelheit bietet den Tätern Schutz bei der Tatausführung und dem Rückzug vom Tatobjekt, dem Abtransport der Beute.